# Куликов, Николай Николаевич
Никола́й Никола́евич Кулико́в (12 (24) июня 1844—21 августа (2 сентября) 1898) — русский педагог и драматург, писавший, в основном, под псевдонимом Н. Николаев.

## Биография
Родился в Санкт-Петербурге в театральной семье; его отец, Николай Иванович Куликов был актёром и драматическим писателем.
Учился в 3-й Петербургской гимназии; уже с 5-го класса гимназии был вынужден подрабатывать, давая уроки. По окончании в 1861 году гимназии поступил в Санкт-Петербургский университет, но из-за возникших в нём студенческих беспорядков тут же отдал документы в Московский университет — учился на историко-филологическом факультете. В студенческие годы женился и содержал семью постоянными частными уроками: «С удовольствием вспоминаю, что в это время от меня получили первые начатки грамоты и арифметики сыновья наших даровитейших писателей: Н. А. Майков (впоследствии директор Петербургского ремесленного училища Цесаревича Николая) и П. А. Писемский».
После окончания в 1865 году университета со званием действительного студента преподавал греческий язык в Шавельской гимназии Ковенской губернии (ныне Шяуляй), где из педагогов, офицеров и членов их семей он создал театральную труппу, дававшую благотворительный концерты. Через два года по его просьбе был переведён преподавателем латинского языка в Тверскую гимназию; в Твери он также наряду с преподаванием ставил спектакли. В 1870 году «был уволен по третьему пункту». Куликов вспоминал: «… я остался без всяких средств жизни, с женой, тремя детьми и с приемышем, братом моего покойного товарища»; он попытался получить объяснение у министра народного просвещения, но не был даже принят им.
Куликову удалось получить место преподавателя в другом ведомстве — военно-учебных заведений; он стал преподавать в 1-м военном Павловском училище (1870—1873), а затем — в Николаевском инженерном училище (1873—1881). Также в 1871—1872 гг. он преподавал в Мариинском институте.
В 1881—1883 годах он был директором Тульской мужской гимназии. В августе 1883 года он был зачислен на службу в канцелярию по учреждениям императрицы Марии.
С первых лет преподавательской деятельности Н. Н. Куликов писал рецензии на учебники, а затем написал и издал собственные учебники латинского языка (Курс 1 класса. — Тверь, 1869 и Курс 2 класса. — Москва, 1870). После ухода из тульской гимназии он написал ряд пьес под псевдонимами Н. Николаев и Орлов, из которых многие пользовались успехом на столичных и провинциальных сценах: «Денежки», «Особое поручение», «Тетенька», «Тайна», «Честные намерения» и другие.
Умер в Санкт-Петербурге. Похоронен на Митрофаньевском кладбище, рядом со своим отцом.